# Dorothy Eden
Dorothy Enid Eden, född 1912 i Canterbury Plains, Nya Zeeland, död 1982 i London, var en nyzeeländsk författare som senare bosatte sig i England. Hon debuterade 1940 med romanen Singing Shadows. 
Eden var en framstående representant för den moderna gotiska romanen. I enlighet med traditionen råkar hjältinnorna ut för hårda öden och mystiska hemlighetsfulla män. Miljöerna är noggrant tecknade. Romanen Allt utom kärleksskildringarna avviker från schablonerna genom sin realism.